# Florian Vermeersch
Florian Vermeersch (født 12. marts 1999 i Gent) er en cykelrytter fra Belgien, der er på kontrakt hos UAE Team Emirates XRG.
I 2019 blev han belgisk U23-mester i linjeløb. Fra januar 2019 til maj 2020 kørte han for Lotto-Soudals udviklingshold. Fra juni 2020 blev han rykket op på World Tour-holdet.